# 曳物线
曳物线（英语：tractrix）是几何学中的一个曲线。力学意义下，曳物线是指连接一个线段的质点受垂直于初始静止状态时线段方向的牵引力作用下的运动轨迹，其笛卡尔坐标系下的最常用的参数方程形式为
{\displaystyle \left\{{\begin{matrix}x=l(t-\tanh t)\\y=l(1/\cosh t)\end{matrix}}\right.}

曳物线的物理意义

其中tanh, cosh 分别为双曲正切函数和双曲余弦函数， {\displaystyle l}为线段长，{\displaystyle 0\leq t<\infty }. 
曳物线函数曲线对应的常微分方程为：{\displaystyle x^{2}+x^{2}y'^{2}=l^{2}}.
该微分方程可以用分离变量法解得曳物线的显化形式 {\displaystyle x=l\ln({\frac {l+{\sqrt {l^{2}-y^{2}}}}{y}})-{\sqrt {l^{2}-y^{2}}}}.

## 历史
曳物线的英文“tractrix”来源于拉丁语 trahere，其意为“牵拉、拖拽”。1670年，法国数学家克劳德·佩罗（Claude Perrault）首次提出了这种曲线，之后艾萨克·牛顿（1676）和克里斯蒂安·惠更斯(1693)进一步地研究了曳物线, 后者的研究在同时代引发了用曳物线物理原理来制作求对数机器的理论。1868年，意大利数学家埃乌杰尼奥·贝尔特拉米首次提出曳物线的旋转曲面是一个具有恒定负高斯曲率的曲面，该曲面也即伪球是双曲几何的重要模型。
曳物线的中文别名有追击线、狗追兔子线。这些名字来自于另一种等价的定义：假设兔子从原点沿 x 轴逃走；狗从 y 轴上一点{\displaystyle (0,l)}出发追击兔子。若过程中狗追击方向始终为狗兔两者的连线，且两者距离保持不变，则狗的路线为曳物线。

## 性质

曳物线的法线形成的包络线

- 在曳物线的切线上，从切点到切线与渐近线的交点的长度是常数 {\displaystyle l}。
- 在曳物线一支上两点 {\displaystyle x=x_{1}} 与 {\displaystyle x=x_{2}}间的弧长为 {\displaystyle l\ln \left({\frac {x_{1}}{x_{2}}}\right)}.
- 曳物线与其渐近线所围的面积为 {\displaystyle {\frac {\pi l^{2}}{2}}}（可用积分法或Mamikon定理求出）。
- 曳物线的所有法线所组成的包络线（称为渐屈线）是悬链线，其方程为{\displaystyle x=l\cosh {\frac {y}{l}}}.（见右侧动图）
- 曳物线绕着它的渐近线旋转一周后形成的旋转曲面是伪球面（它提供了罗氏几何的一个基本模型）。
- 与其他曲线不同，曳物线的物理意义使得机械方法可以直接绘制它，并以此为基础绘制其他曲线，如对数曲线等。